# Lago Wichelsee

O Lago Wichelsee é um lago localizado no centro da Suíça, no cantão de Obwalden, estende-se em direção sudoeste-nordeste até à sua costa sudeste encontrar uma parede rochosa. 
Este lago tem cerca de 1,8 km de comprimento e uma largura máxima de 170 m. O lago está localizado perto das cidades Alpnach e Kägiswil no território dos municípios de Alpnach e de Sarnen.